# Hydroporus apenninus
Hydroporus apenninus is een keversoort uit de familie waterroofkevers (Dytiscidae). De wetenschappelijke naam van de soort is voor het eerst geldig gepubliceerd in 2005 door Pederzani & Rocchi.